# سجن ألكتراز الفيدرالي
سجن الولايات المتحدة في جزيرة ألكتراز (بالإنجليزية: United States Penitentiary, Alcatraz Island)، المعروف اختصارًا باسم ألكتراز أو الصخرة، كان سجنًا اتحاديًا شديد الحراسة يقع على جزيرة ألكتراز على بُعد 2.01 كيلومتر من سواحل سان فرانسيسكو، كاليفورنيا، الولايات المتحدة. يعود استخدام الموقع إلى خمسينيات القرن التاسع عشر كحصن عسكري، أما المبنى الرئيسي للسجن فقد شُيّد بين عامي 1910 و1912 ليكون سجنًا عسكريًا يتبع للجيش الأمريكي.
في 12 أكتوبر 1933، استحوذت وزارة العدل (الولايات المتحدة) على فرع المحيط الهادئ من السجن التأديبي العسكري في ألكتراز. وبعد تحديث المباني وتعزيز الإجراءات الأمنية، بدأ استخدام الجزيرة كسجن يتبع مكتب السجون الفيدرالي في أغسطس 1934. وبفضل موقعها المعزول وسط المياه الباردة ذات التيارات القوية في خليج سان فرانسيسكو، اعتُبرت ألكتراز السجن الأكثر أمانًا في أمريكا، وظن القائمون عليه أنه لا يمكن الهروب منه.
كان مبنى السجن يتكون من ثلاثة طوابق تضم أربعة أقسام رئيسية من الزنازين: الكتل A إلى D، إضافة إلى مكتب مدير السجن، وغرفة الزيارات، والمكتبة، وصالون الحلاقة. كانت الزنازين صغيرة الحجم، تبلغ أبعادها نحو 2.7 × 1.5 متر، وبارتفاع 2.1 متر. وكانت الزنازين بدائية وتفتقر إلى الخصوصية، تحتوي فقط على سرير ومكتب وحوض غسيل ومرحاض في الجدار الخلفي، إلى جانب بطانية وعدد محدود من الأغراض. وكان يتم فصل السجناء السود عن غيرهم. أما الكتلة D فكانت مخصصة لأخطر السجناء، واحتوت على ست زنازين تُعرف باسم "الحفرة" (The Hole)، حيث كانت تُستخدم للعقوبات القاسية للمخالفين داخل السجن.
امتد المطبخ وقاعة الطعام من المبنى الرئيسي، وكان السجناء والموظفون يتناولون ثلاث وجبات يوميًا معًا. أما المستشفى فكان يقع فوق قاعة الطعام. وقد أُطلق على ممرات السجن أسماء شوارع رئيسية في مدن أمريكية، مثل "برودواي" من نيويورك و"ميشيغان أفنيو" من شيكاغو.
كان العمل داخل السجن يُعتبر امتيازًا يُمنح للسجناء الحسنين السلوك. واشتغل هؤلاء في مباني "الصناعات النموذجية" و"الصناعات الجديدة" خلال النهار، في أعمال تخدم الجيش مثل الخياطة والنجارة، إضافة إلى الصيانة والغسيل.
أُغلق السجن في عام 1963 بسبب ارتفاع التكاليف التشغيلية، لكن الجزيرة فُتحت لاحقًا كمتحف عام. وفي الفترة بين عامي 1969 و1971، احتل عدد من الهنود الأمريكيين الجزيرة في احتجاج سياسي رمزي. واليوم تُعد جزيرة ألكتراز من أبرز المعالم السياحية في سان فرانسيسكو، حيث تستقبل ما يُقارب 1.5 مليون زائر سنويًا. وتدار الجزيرة حاليا من قبل إدارة المتنزهات الوطنية ضمن منطقة جولدن جيت الترفيهية الوطنية، وتخضع مباني السجن للترميم والصيانة.